# Rue Vaucanson
Rue Vaucanson je ulice v Paříži v historické čtvrti Marais. Nachází se ve 3. obvodu. Jacques de Vaucanson, po kterém byla ulice pojmenována, byl francouzský mechanik a vynálezce.

## Poloha
Ulice vede od křižovatky s Rue Réaumur a Rue de Turbigo a končí na křižovatce s Rue du Vertbois.

## Historie
Ulice se rozkládá na pozemcích bývalého kláštera Saint-Martin-des-Champs. Část ulice mezi Rue Conté a Rue du Vertbois byla otevřena roku 1816 v rámci rozvoje tržnice Saint-Martin, stejně jako ulice Rue Ferdinand-Berthoud (už neexistující), Rue Borda, Rue Conté a Rue Montgolfier.

## Zajímavé objekty
Po obou stranách ulice se rozkládají budovy Conservatoire national des arts et métiers, v jižní části pak Square du Général-Morin.